# Campana, Argentina
Campana är en ort i Argentina. Den ligger i provinsen Buenos Aires, i den centrala delen av landet, 70 km nordväst om huvudstaden Buenos Aires. Den är centralort i en kommun (partido) med samma namn och folkmängden uppgår till cirka 90 000 invånare.

## Geografi
Campana ligger 17 meter över havet. Terrängen runt Campana är mycket platt. Runt Campana är det ganska tätbefolkat, med 93 invånare per kvadratkilometer.. Campana är praktiskt taget ihopvuxen med den jämnstora staden Zárate i nordväst. Trakten runt Campana består till största delen av jordbruksmark.